# Cory Smythe
Cory Smythe (* 1977) ist ein US-amerikanischer Pianist, der sich sowohl im Bereich der Klassischen als auch der Improvisationsmusik betätigt.

## Leben und Wirken
Smythe studierte an der Indiana University, insbesondere bei Luba Edlina-Dubinsky, sowie an der University of Southern California bei Stewart Gordon. Smythe spielt klassische und Neue Musik sowie Improvisationen; er überschreitet auch die Grenze zum Jazz. Er tritt sowohl solistisch als auch als Ensemblemitglied des International Contemporary Ensemble (ICE) auf und war Uraufführer von Werken von Philippe Hurel, Magnus Lindberg und David Lang. Auf mehreren Konzertreisen hat er die Violinistin Hilary Hahn am Klavier begleitet. Ihre Einspielung von 27 von Hilary Hahn in Auftrag gegebenen Zugaben (In 27 Pieces: The Hilary Hahn Encores) erschien 2013 bei Deutsche Grammophon.
Gemäß Tom Lord war er zudem an Aufnahmesessions von Anthony Braxton, Vijay Iyer, Tyshawn Sorey (Alloy, 2014, The Inner Spectrum of Variables, 2016), Pete Robbins, Biagio Coppa, Devin Gray, Timuçin Şahin und Matana Roberts (Coin Coin Chapter Five: In the Garden…) beteiligt. 2017 gastierte er als Mitglied des Tyshawn Sorey Trio auf dem Jazzfest Berlin.

## Auszeichnungen
2015 wurde Smythe zusammen mit Hilary Hahn für In 27 Pieces – The Hilary Hahn Encores der Grammy in der Kategorie Beste Kammermusik-/Kleinensembledarbietung (Best Chamber Music/Small Ensemble Performance) verliehen.

## Diskographische Hinweise
- Tyshawn Sorey: That/Not (Firehouse; 2007)
- Anthony Braxton: Composition 30 (New Braxton House) piano solo (2013)
- Iannis Xenakis: Palimpsest mit ICE (Mode Records; 2013)
- Hilary Hahn/Cory Smythe: In 27 Pieces: The Hilary Hahn Encores (2013)
- Vijay Iyer / Prashant Bhargava: Radhe Radhe (Rites of Holi) mit ICE (ECM, 2014)
- Stephan Crump / Ingrid Laubrock / Cory Smythe: Planktonic Finales (Intakt, 2015)
- Tyshawn Sorey: Verisimilitude (Pi, 2017)
- Circulate Susanna (Pyroclastic, 2018)
- Cory Smythe, Peter Evans: Weatherbird (More Is More Records, 2018)
- Stephan Crump, Ingrid Laubrock, Cory Smythe: Channels (Intakt Records, 2019)
- Accelerate Every Voice (2020)
- Smoke Gets in Your Eyes (2022, mit Sofia Jernberg, Joshua Modney, Tomeka Reid, Peter Evans, Zekkereya El, Ryan Muncy, Ingrid Laubrock, David Leon, Jessie Cox, Stephan Crump)